# Procolobus rufomitratus
Procolobus rufomitratus é uma espécie de primata da família Cercopithecidae. É endêmico de uma estreita zona de floresta de galeria perto do rio Tana, no sudeste do Quênia. Como todos integrantes do subgênero Piliocolobus, foi considerado primeiramente como subespécie de Procolobus badius.

## Conservação
P. rufomitratus tem sido considerado como um dos 25 primatas mais ameaçados do mundo. É, junto com o igualmente em perigo Cercocebus galeritus, uma das razões para a criação da Reserva do Rio Tana, em 1978, mas a invasão humana à reserva ainda continua. Recentemente, uma região de cerca de 20000 hectares no delta do rio Tana estava sendo transformada em plantações de cana-de-açúcar, mas as autoridades quenianas interromperam tal processo por enquanto.
Alguns autores não consideram a espécie como separada de Procolobus foai e Procolobus tholloni, como observado na lista da IUCN de 2008. Dessa forma, P. rufomitratus seu estado seria considerado como "pouco preocupante", enquanto P. r. rufomitratus estaria "em perigo".